# ألفونس دي وينتر
ألفونس دي وينتر (مواليد 12 سبتمبر 1908) هو لاعب كرة قدم. يلعب مع منتخب بلجيكا لكرة القدم. سبق له أن لعب في كأس العالم لكرة القدم مع منتخب بلاده.

## روابط خارجية
- ألفونس دي وينتر على موقع الاتحاد البلجيكي (الإنجليزية)
- ألفونس دي وينتر على موقع قاعدة بيانات كرة القدم.إي يو (الإنجليزية)
- ألفونس دي وينتر على موقع ناشيونال فوتبول تيمز (الإنجليزية)
- ألفونس دي وينتر على موقع عالم كرة القدم.نت (الإنجليزية)